# Шармуа (Мёрт и Мозель)
Шармуа́ (фр. Charmois) — коммуна во французском департаменте Мёрт и Мозель региона Лотарингия. Относится к  кантону Байон.	

## География

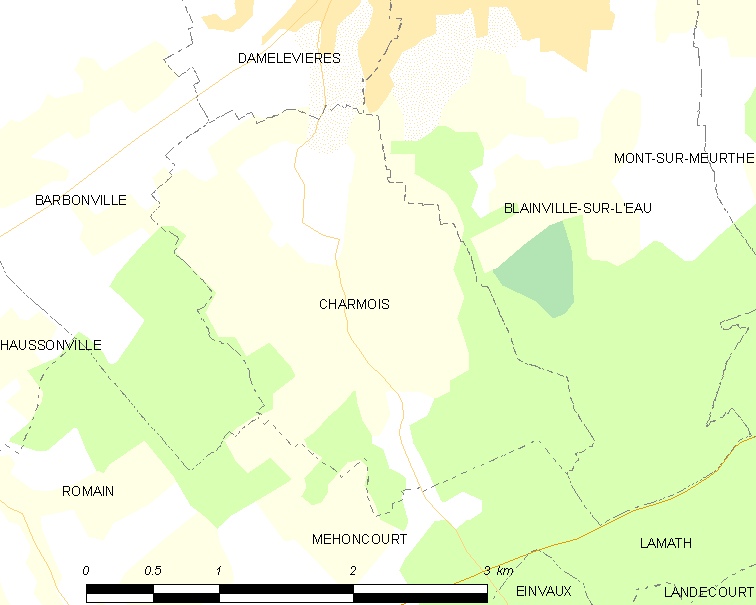
Карта окрестностей Шармуа.

Шармуа	расположен в 23 км к юго-востоку от Нанси. Соседние коммуны: Дамлевьер на севере, Бленвиль-сюр-л'О на северо-востоке, Меонкур и Ромен на юге, Оссонвиль и Бремонкур на юго-западе, Барбонвиль и Виньёль на северо-западе.

## Демография
Население коммуны на 2010 год составляло 157 человек.
| 1962 | 1968 | 1975 | 1982 | 1990 | 1999 | 2010 |
| ---- | ---- | ---- | ---- | ---- | ---- | ---- |
| 110  | 103  | 116  | 160  | 196  | 183  | 157  |